# サミル・カエターノ・デ・ソウザ・サントス
サミル・カエターノ・デ・ソウザ・サントス（Samir Caetano de Souza Santos、1994年12月5日 - ）は、ブラジル・リオデジャネイロ出身のサッカー選手。UANLティグレス所属。ポジションはDF。

## 経歴
地元のアウダックス・リオデジャネイロECでキャリアをスタートさせ、2011年にCRフラメンゴの下部組織へレンタル移籍。その後完全移籍し2013年6月8日のクリシューマEC戦でリーグ戦デビューを果たした。
2016年1月、イタリア・セリエAのウディネーゼ・カルチョへ450万ユーロで完全移籍。その直後にエラス・ヴェローナFCへ半年間のレンタルで移籍した。
2022年1月6日、ワトフォードFCと2025年6月までの契約を結んだ。
2022年8月13日、UANLティグレスに移籍した。